# O Rei das Berlengas
O Rei das Berlengas é um filme português realizado em 1978 por Artur Semedo e contando com Mário Viegas no principal papel.
Mário Viegas encarna o herdeiro dos Teles de Midões, a dinastia que reinava sobre as Berlengas quando foi traída por Afonso Henriques de Portugal e passou a fazer parte do Reino. O filme mostra como os Teles de Midões, ao longo de séculos e em momentos cruciais da história portuguesa, tudo fizeram para recuperar a independência do arquipélago, mas foram sempre ultrapassados pelos acontecimentos. Tal como viria a acontecer no século XX, quando a mais recente tentativa termina com o herdeiro (Viegas) encerrado num manicómio.

## Elenco[1]
- Mário Viegas - D. Lucas Telmo de Midões
- Zita Duarte - Sãozinha
- Senuel de Carvalho - Geraldes Sem Pavor
- Paula Guedes - Teresinha
- Artur Semedo - Marquês de Pombal
- Pedro Ramos Pinto - D. Lucas
- João Vasco - D. Afonso Henriques
- Elisa de Guisette - Mãe de Teresinha
- Isabel de Castro - Mãe de D. Lucas
- Trigo de Sousa - Doutor Passos Dias
- Joaquim Letria - Apresentador de televisão
- Mário Vasques das Neves
- Miguel Franco
- Maria Albergaria
- Helena Garcia

## Prémios
- Prémio da melhor realização e primeiro prémio de interpretação masculina (Mário Viegas) no VI Festival Internacional de Cinema de Humor da Corunha

## Ligações Externas
- O Rei das Berlengas[ligação inativa] no IMDB inglês